# 成田修身
成田修身（なりた おさみ、1934年1月10日- ）は、日本の会計学者、日本大学名誉教授。
愛媛県内子町出身。1956年明治大学商学部卒、58年同大学院会計学修士課程修了。1960年明治大学経理研究所研究員、1967年東京都立商科短期大学助教授、1976年日本大学商学部助教授、教授。2004年定年となり、名誉教授。93年「減価償却の史的展開」で日大商学博士。
2013年11月瑞宝中綬章受章。

## 著書
- 『減価償却の史的展開』白桃書房 日本大学商学部研究叢書　1985
- 『現代会計学の科学的構築 歴史・理論・政策』白桃書房 1990
- 『住友銀行・野村証券 金融帝国を志向する銀行・証券』大月書店 日本のビッグ・ビジネス 1991

### 共編著
- 『簿記新教程』木村栄吉共編著 日本評論社 経営会計全書 1980
- 『企業分析と会計　現代と会計』共著 学文社 1981
- 『現代会計講座 2 現代会計の制度構造』遠藤孝共編著 ミネルヴァ書房 1990
- 『企業会計の構造と変貌』編著 ミネルヴァ書房 Minerva現代経営学叢書　2005

## 論文
- <成田修身